# Уэйкфилд, Гильберт
Гильберт Уэйкфилд (англ. Gilbert Wakefield; 1756—1801) — английский филолог, писатель, переводчик и знаток древних языков.

## Биография
Гильберт Уэйкфилд родился 22 ноября 1756 года в городе Ноттингеме. Получил образование в Кембридже в Колледже Иисуса.
Им переведены и снабжены примечаниями IV книге «Георгик» Вергилия, Лукреций, мелкие латинские поэмы («Collection of latin poems, with a few notes on Horace»).
Наиболее известное сочинение Вакфильда — «Silva critica, sive in auctores sacros profanosque commentarius philologus»; в нём автор пытается согласовать теологию с классической древностью и пользуется для объяснения Евангелия выводами римской и греческой филологии.
Позже, отделившись от англиканской церкви, Г. Уэйкфилд отстаивал атеистические теории в своем исследовании о пользе социальной религии («Enquiry into the expediency and propriety of social worship», 1791) и был в 1798 году заключен на полгода в тюрьму King’s Bench Prison, за ответ епископу лиандафскому на его воззвание к английскому народу («A reply to some parts of the Bishop of Liandaff’s adress to the people of Great Britain»). Вместе с ним был арестован и его издатель Джозеф Джонсон (англ. Joseph Johnson).
Современники Уэйкфилда отзываются о нём, как о человеке крайне резком, самолюбивом и самонадеянном, но в высшей степени образованном и преданном своим убеждениям.
Гильберт Уэйкфилд умер 9 сентября 1801 года в Хакни (Лондон).

## Избранная библиография
- «Wakefield’s New Testament» — A new translation of those parts only of the New Testament, which are wrongly translated in our common version 1789.
- Memoirs of the life of Gilbert Wakefield, 1792.
- Correspondence of the late Gilbert Wakefield, B. A., 1813
- A Catalogue of the library of the late Rev. Gilbert Wakefield, 1802.